# إدغار أوتشيينغ
إدغار أوتشيينغ (بالإنجليزية: Edgar Ochieng)‏ هو لاعب كرة قدم كيني، ولد في 2 نوفمبر 1977. شارك مع منتخب كينيا لكرة القدم. أما مع النوادي، فقد لعب مع نادي سوفاباكا.

## وصلات خارجية
- إدغار أوتشيينغ على موقع الاتحاد الدولي (مؤرشف)  (الإنجليزية)
- إدغار أوتشيينغ على موقع قاعدة بيانات كرة القدم.إي يو (الإنجليزية)
- إدغار أوتشيينغ على موقع ناشيونال فوتبول تيمز (الإنجليزية)
- إدغار أوتشيينغ على موقع Soccerway.com (الإنجليزية)
- إدغار أوتشيينغ على موقع عالم كرة القدم.نت (الإنجليزية)